# Islam au Cambodge

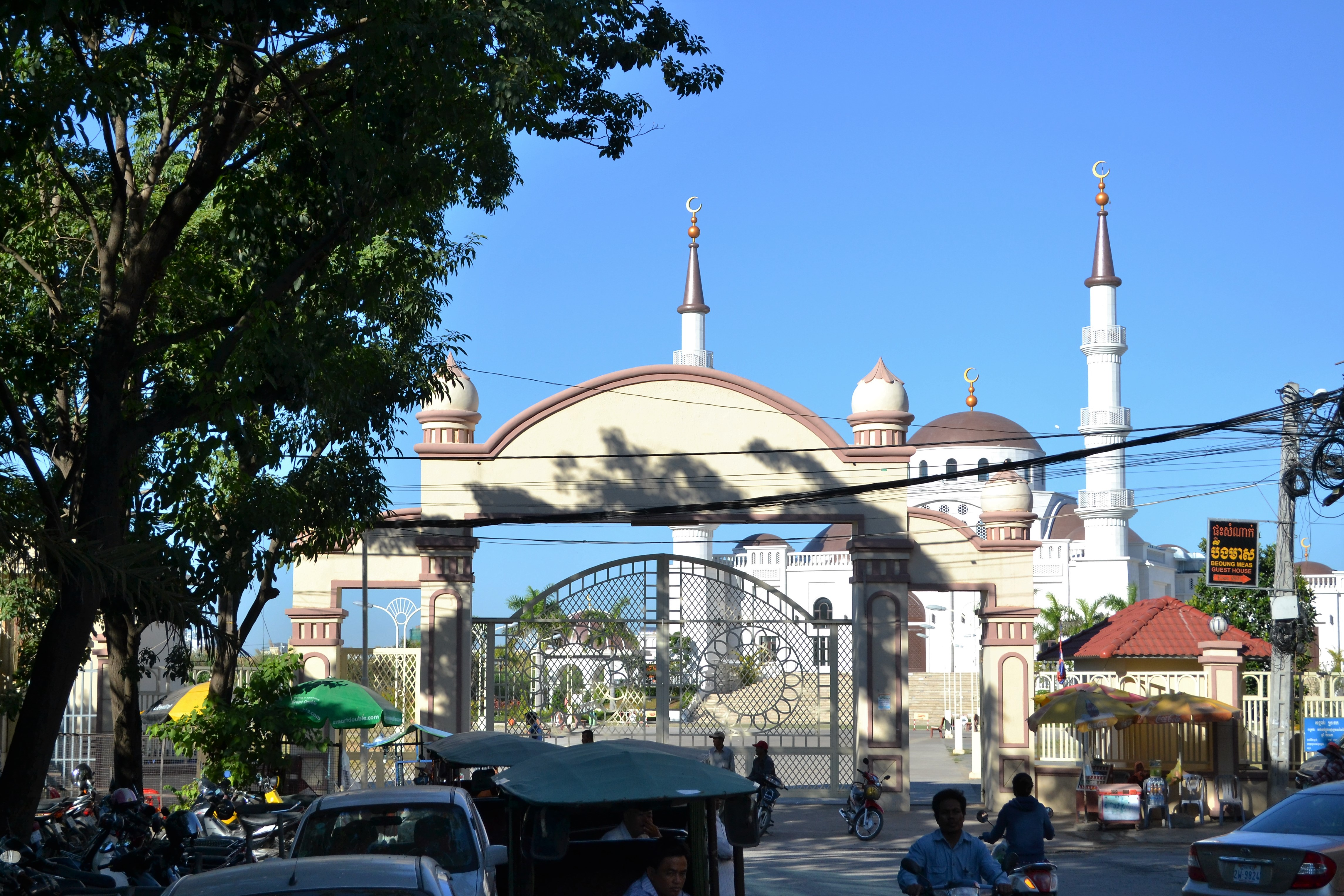
La mosquée Al-Serkal à Phnom Penh.

Au Cambodge, l‘islam est la principale religion de la minorité cham (dont les membres sont aussi appelés Khmers Islam ou Cambodgiens musulmans) et de Malais vivant dans ce pays.
Ils étaient entre 150 000 et 200 000 avant 1975 et les persécutions khmères rouges. En 2009, leur estimation est de 236 000, soit environ 2 % de la population totale.

## Structures
Les Chams ont leurs propres mosquées. En 1962, on comptait environ 100 mosquées dans le pays. À la fin du XIXe siècle, les musulmans au Cambodge forment une communauté unifiée sous l'autorité de quatre dignitaires religieux — mupti, tuk kalih, raja kalik, et tvan pake. Un conseil de notables dans les villages Chams comprenait un hakem et plusieurs katip, bilal, et labi.
Les quatre haut dignitaires et le hakem étaient exemptés d'impôts et ils étaient invités à prendre part aux principales cérémonies à la cour du roi. Quand le Cambodge devient indépendant, la communauté musulmane a été placée sous le contrôle d'un conseil de cinq personnes qui servait d'ambassadeur.
Un Hakem est à la tête de chaque communauté musulmane avec un imam qui dirige les prières et un bilal qui appelle à la prière. 
Chaque année, quelques Chams vont étudier le Coran à Kelantan en Malaisie, quelques-uns vont à La Mecque. Dans les années 1950 on estime que 7 % des Chams avaient fait le pèlerinage et pouvaient porter le fez ou le ruban en signe d'accomplissement.
Souvent, les Chams associent des pratiques pré-islamiques, un peu comme leurs frères séparés du Viêt-Nam. Les religieux dignitaires s'habillent en blanc et se rasent entièrement la tête. Les Chams croient souvent en la magie et à la sorcellerie et ils attachent une grande importance en l'absorption des boissons magiques qui éviteraient les maladies ou la mort soudaine. Souvent, ils n'ont que peu d'intérêt pour le pèlerinage ou les cinq prières journalières.
Les Chams orthodoxes ont une vision plus conformiste de par leurs relations avec les Malais avec qui des mariages ont souvent lieu.
Des conflits entre les traditionalistes et les orthodoxes se sont développés entre 1954 et 1975, parfois chacun pouvait avoir sa propre mosquée.

## Persécutions
Selon les sources Chams, 132 mosquées ont été détruites pendant la période khmère rouge, d'autres ont été désaffectées et de nombreux musulmans ont été interdits de culte. Plus tard, avec l'invasion du Viêt Nam, l'Islam a eu les mêmes droits que le Bouddhisme. Environ 185 000 Chams vivaient au Cambodge au milieu des années 1980. Début 1988, il y avait six mosquées à Phnom Penh. Les dignitaires musulmans étaient soigneusement choisis, seulement 20 sur les 113 ont survécu à la période khmère rouge.

## Aujourd'hui
La communauté musulmane cambodgienne est assez pauvre, et certains États du golfe Persique apportent des aides financières. Avec l'essor du mouvement Tabligh venu d'Inde et du Pakistan, les musulmanes tendent à moins s'intégrer dans la société, notamment du fait du port du niqab. Les hommes aiment porter le couvre-chef pour marquer leur identité musulmane. La nourriture est un autre facteur de séparation de la communauté.